# Steve Park (piloto de carreras)
Stephen Park, más conocido como Steve Park, (n. East Northport, Estados Unidos, 23 de agosto de 1967) es un piloto de carreras profesional. Actualmente, Park está buscando una oportunidad para competir en la serie nacional de NASCAR mientras mantiene un calendario completo de K&N Pro Series East.
Park comenzó a competir no en una clase de nivel de entrada, sino en NASCAR Modifieds en Long Island como el hijo del veterano competidor del National Modified Championship. Después de establecerse en carreras modificadas semanalmente en Riverhead Raceway, avanzó a la Whelen Modified Tour. Ganó varias carreras y se convirtió en un contendiente de campeonato antes de pasar a la Serie Busch.
Steve Park llegó a la Serie de la Copa Winston de NASCAR como el piloto del equipo inicial del siete veces Campeón de la Copa Winston Dale Earnhardt. En la temporada de 1998, Park condujo cinco carreras hasta que una lesión por un fuerte golpe en el Atlanta Motor Speedway lo dejó fuera de juego. Park regresó más tarde en el año.
Durante el 2000 NASCAR Winston Cup Series Park obtendría una victoria en su pista local de Watkins Glen ganando el Go Bowling at The Glen.
Los problemas volverían a ocurrir en 2001, durante la primera carrera de la temporada, las Daytona 500 Dale Earnhardt de 2001 morirían en una caída en la última vuelta. Park superaría esta tragedia ganando las próximas semanas la carrera de Dura Lube 400 en Rockingham con un final fotográfico con Bobby Labonte. Mientras se dirigía a ser uno de los diez mejores, Park sufrió un choque violento en la carrera Busch Series South Carolina 200 en Darlington Raceway. Park magullado su cerebro y sufrió costillas rotas. Muchos[¿quién?] dicen que todavía no se ha recuperado de la lesión. Sin embargo, volvió a competir en seis carreras en la temporada 2002 y tuvo muchos accidentes.
Durante la Serie de la Copa Winston de NASCAR de 2003, Dale Earnhardt Jr. dejó que Park entrara en la mitad de la temporada, y fue efectivamente "cambiado" a Richard Childress Racing por Jeff Green, quien se hizo cargo del auto #1 de Park y Park se hizo cargo del # 30 coche de AOL para Childress. Unos días más tarde, ganó la pole para el Winston All Star Open, pero al comienzo de la carrera saltó a la salida y tuvo que empezar desde atrás. Nunca llegó a la siguiente ronda. Su mejor resultado en RCR fue un quinto puesto en Míchigan en junio, mientras luchaba contra su compañero Robby Gordon por esa posición.
Al final de la temporada 2003, Park anunció que no regresaría al auto número 30 de AOL y se uniría a la Craftsman Trucks Series la siguiente temporada. Se unió al equipo Orleans Racing, propiedad de Las Vegas, y pilotó el camión n.º 62, desocupado por Brendan Gaughan, a quien se le ofreció un paseo en el auto n.º 77 de la Copa Kodak Nextel para Penske Racing. Aunque Steve nunca ganó una carrera en 2004, terminó noveno en puntos de piloto de CTS, y fue elegido como el piloto más popular por sus compañeros.
En 2005, Park ganó la serie de Craftsman Trucks American Racing Wheels 200, la segunda carrera de la temporada en el California Speedway, pero tuvo problemas durante el resto de la temporada con penalizaciones por exceso de velocidad, quedando atrapado en una vuelta por picadura y sale una advertencia, etc. EN octubre, justo antes de la carrera de camiones en Martinsville, Steve Park y Orleans Racing se separaron debido a que Dodge consiguió apoyo y dinero para muchos equipos de camiones.